# كهف سيرجي
كهف سيرجي أو سيرجانكا (بالصربية: Церјанска пећина، بالحروف اللاتينية: Cerjanska pećina) هو كهف في جنوب شرق صربيا. يبلغ طوله 7149 مترًا (23455 قدمًا)، وهو أطول كهف في صربيا بعد كهف لازار طوله 9818 مترًا (32211 قدمًا).